# Mondegreen
Mondegreen kallas en missuppfattning eller omtolkning av en textfras i en sång som skapar en ny mening. Mondegreen är främst förknippat med musik.
Ett exempel på en mondegreen är "trygga räkan" i stället för "tryggare kan" i psalmen Tryggare kan ingen vara.

## Etymologi
Termen myntades av den amerikanska skribenten Sylvia Wright i en essä med titeln "The Death of Lady Mondegreen", publicerad i Harper's Magazine 1954. Hon hade som barn hört en dikt, The Bonny Earl o' Moray, som innehöll texten "They hae slain the Earl o' Moray, And laid him on the green", som hon uppfattade som "They hae slain the Earl o' Moray, And Lady Mondegreen" och ansåg att denna typ av missuppfattning behövde ett namn och kallade den därför "mondegreen".